# NGC 4335
NGC 4335 (również PGC 40169 lub UGC 7455) – galaktyka eliptyczna (E), znajdująca się w gwiazdozbiorze Wielkiej Niedźwiedzicy. Odkrył ją William Herschel 17 kwietnia 1789 roku.

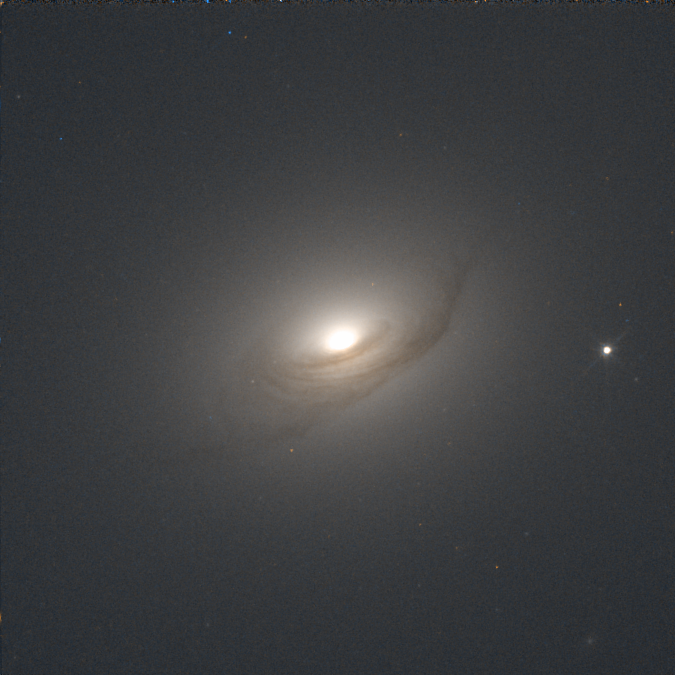
Centralna część NGC 4335 (HST)

NGC 4335 jest zaliczana do radiogalaktyk. W galaktyce tej zaobserwowano supernową SN 1955E.